# Club Balonmano Puente Genil/Statistik
Dies ist ein Unterartikel zu Club Balonmano Puente Genil und enthält Statistiken und Kader zu diesem spanischen Handballverein.

## Spielzeiten

### 2025/2026
Die Saison 2025/2026 der Liga Asobal beginnt im Sommer 2025.
Team:
- Tor: Elcio Carvalho, Álvaro De Hita[2]
- Außen: Mario Dorado Pérez, Antonio Cabello Núñez,[3] Paco Bernabéu Baeza,[4] José Cuenca Cano[5]
- Rückraum: Daniel Serrano,[6] David Estepa Ruiz, Pablo Simonet,[7] Domingo Luís Mosquera, Lucas Aizen
- Kreis: Daniel Ramos Crespo, Tiago Filipe Mota de Sousa, Claudio Leandro Ramos Madrigal
- Trainer: Francisco Bustos Gámez
- Zugänge: Elcio Carvalho (BM Burgos), Mario Dorado Pérez (Caen Handball)
- Abgänge: Mahamadou Keita (RK Vardar Skopje), Ruben Gonçalves Ledi José, Tamás Jánosi, Javier García Rubio (BM Ciudad de Málaga), Fraj Ben Tekaya (BM Huesca), Denys Alessandro da Silva Barros

### 2024/2025
Die Saison 2024/2025 der 1. Liga schloss die Mannschaft auf dem 12. Platz ab (20 Punkte, 838:905 Tore; neun Siege, zwei Unentschieden und 19 Niederlagen).
In der Copa del Rey schied die Mannschaft in der ersten Runde gegen Zweitligist Club Cisne Colegio Los Sauces aus (31:34).
Team:
- Tor: Álvaro De Hita (28 Spiele, 153 Paraden, 3 Tore)[2] Fraj Ben Tekaya (28 Spiele, 165 Paraden)[9]
- Außen: Antonio Cabello Núñez (27 Spiele, 14 Tore)[3], Mahamadou Keita (26 Spiele, 30 Tore)[10], Paco Bernabéu Baeza (30 Spiele, 89 Tore)[4], José Cuenca Cano (30 Spiele, 25 Tore)[5]
- Rückraum: Ruben Gonçalves Ledi José, Daniel Serrano (30 Spiele, 56 Tore),[6] Tamás Jánosi (25 Spiele, 108 Tore),[11] Pablo Simonet (22 Spiele, 80 Tore),[7] Domingo Luís Mosquera, Lucas Aizen, David Estepa Ruiz, Denys Alessandro da Silva Barros
- Kreis: Daniel Ramos Crespo, Tiago Filipe Mota de Sousa, Claudio Leandro Ramos Madrigal, Javier García Rubio
- Trainer: Francisco Bustos Gámez
- Zugänge: Domingo Luís Mosquera (Club Balonmano Huesca), Pablo Simonet (BM Ciudad Encantada),[12] Ruben Gonçalves Ledi José (ab September 2024, Interclube Angola), Javier García Rubio (Trops Málaga, Leihe, an März 2025), David Estepa Ruiz (JS Cherbourg Manche, März 2025),[13][14] Denys Alessandro da Silva Barros (Januar 2025, Atlético Novás), Daniel Serrano (Club Cisne)
- Abgänge: Martín Nicolás Jung (US Ivry HB), Erekle Arsenashvili (Tremblay-en-France Handball), Márcio da Silva Maildo (BM Torrelavega), Luis Felipe Jiménez Reina (BM Nava), Ferrán López, Theodoros Boskos (August 2024, Bidasoa Irun)

### 2023/2024
Die Saison 2023/2024 in der 1. Liga beendete Puente Genil auf dem 12. Platz mit 25 Punkten aus elf Siegen und drei Unentschieden bei 16 Niederlagen. Das Torverhältnis betrug 834:871. Die Heimspiele des Vereins in der Liga wurden von durchschnittlich 627 Zuschauern besucht.
Mit dem Georgier Erekle Arsenashvili und dem Griechen Theodoros Boskos hat der Verein zwei bei der Europameisterschaft 2024 auflaufende Nationalspieler unter Vertrag.
Team:
- Tor: Álvaro De Hita (30 Spiele, 169 Paraden)[2], Fraj Ben Tekaya (30 Spiele, 181 Paraden)[9]
- Außen: Mahamadou Keita (29 Spiele, 65 Tore)[10], Antonio Cabello (30 Spiele, 17 Tore)[3], Paco Bernabeu (30 Spiele, 49 Tore)[4], José Cuenca (30 Spiele, 41 Tore)[5], Alberto Ribodigo (6 Spiele, kein Tor)[17]
- Rückraum: Theodoros Boskos (29 Spiele, 130 Tore)[18], Tamás Jánosi (24 Spiele, 54 Tore)[11], Martín Nicolás Jung (30 Spiele, 134 Tore)[19], Gonçalo Ribeiro (19 Spiele, 102 Tore)[20], Luisfe Reina (16 Spiele, 54 Tore)[21], Lucas Aizen (30 Spiele, 65 Tore)[22], Ferrán López (9 Spiele, 7 Tore)[23]
- Kreis: Marcio da Silva Maildo (30 Spiele, 14 Tore)[24], Erekle Arsenashvili (25 Spiele, 80 Tore)[25], Tiago Sousa (30 Spiele, 22 Tore)[26]
- Trainer: Francisco Bustos Gámez
- Zugänge: Theodoros Boskos (Ademar León), Tiago Sousa (Ademar León),[27] Paco Bernabeu (BM Nava),[28] Fraj Ben Tekaya (Rebi Balonmano Cuenca), Mahamadou Keita (Ciudad de Logroño),[29] Lucas Aizen (Frigoríficos del Morrazo)[30], Ferrán López (ab März 2024, Fraikin BM Granollers B)
- Abgänge: Xavi Tua (BM Logroño La Rioja),[31] David Estepa Ruiz (JS Cherbourg Manche), Javier García Rubio (BM Ciudad de Málaga), Henrik Nordlander, Iosif Andrei Buzle (BM Granollers), Javi Muñoz (BM Torrelavega), Chen Pomeranz,[32] Gonçalo Ribeiro (März 2024, Al-Arabi)[33] ||  ||

### 2022/2023
In der Saison 2022/2023 der 1. Liga kam der Verein auf den 8. Platz (32 Punkte, 915:960 Tore; 14 Siege, zwei Unentschieden, 14 Niederlagen). Die Heimspiele in der Liga Asobal wurden von insgesamt 10.650 Zuschauern besucht, das war eine Steigerung von 13 Prozent. (Durchschnitt: 710).
Team:
- Tor: Henrik Nordlander (30 Spiele, 159 Paraden, 2 Tore)[35], Álvaro De Hita (29 Spiele, 185 Paraden)[2], Ignacio Romero (2 Spiele)[36]
- Außen: Antonio Cabello (30 Spiele, 9 Tore)[3], Xavi Tuà (26 Spiele, 72 Tore)[37], José Cuenca (28 Spiele, 33 Tore)[5], Javier Muñoz (30 Spiele, 84 Tore)[38], Alberto Ribodigo (4 Spiele, kein Tor)[17], Antonio Pineda Moyano (4 Spiele, kein Tor)[39]
- Rückraum: Iosif Andrei Buzle (30 Spiele, 112 Tore)[40], Chen Pomeranz (28 Spiele, 102 Tore)[41], David Estepa (28 Spiele, 94 Tore)[42], Martín Nicolás Jung (27 Spiele, 30 Tore)[19], Gonçalo Ribeiro (28 Spiele, 94 Tore)[20], Luisfe Reina (29 Spiele, 115 Tore)[21]
- Kreis: Marcio da Silva Maildo (30 Spiele, 6 Tore)[24], Javier García Rubio (?), Erekle Arsenashvili (30 Spiele, 53 Tore)[25]
- Trainer: Francisco Bustos Gámez